# 僑獸科
僑獸科（學名Epoicotheriidae）是一科已滅絕的食蟲動物。牠們生存於5540-3390萬年前始新世的北美洲。